# 500 Milhas de Indianápolis de 1962
Resultados das 500 Milhas de Indianápolis de 1962, no circuito de Indianapolis na quarta-feira, 30 de Maio de 1962.
| Pos final | Pos inicial | N.º | Nome             | Qual    | Rank | Voltas | Led | Posição               |
| --------- | ----------- | --- | ---------------- | ------- | ---- | ------ | --- | --------------------- |
| 1         | 2           | 3   | Rodger Ward      | 149.371 | 2    | 200    | 66  | Corrida               |
| 2         | 4           | 7   | Len Sutton       | 149.328 | 4    | 200    | 9   | Corrida               |
| 3         | 27          | 2   | Eddie Sachs      | 146.431 | 27   | 200    | 0   | Corrida               |
| 4         | 12          | 27  | Don Davis        | 147.209 | 12   | 200    | 0   | Corrida               |
| 5         | 3           | 54  | Bobby Marshman   | 149.347 | 3    | 200    | 0   | Corrida               |
| 6         | 7           | 15  | Jim McElreath    | 149.025 | 7    | 200    | 0   | Corrida               |
| 7         | 1           | 98  | Parnelli Jones   | 150.370 | 1    | 200    | 120 | Corrida               |
| 8         | 24          | 12  | Lloyd Ruby       | 146.520 | 24   | 200    | 0   | Corrida               |
| 9         | 23          | 44  | Jim Rathmann     | 146.610 | 21   | 200    | 0   | Corrida               |
| 10        | 28          | 38  | Johnny Boyd      | 147.047 | 14   | 200    | 0   | Corrida               |
| 11        | 6           | 4   | Shorty Templeman | 149.050 | 6    | 200    | 0   | Corrida               |
| 12        | 11          | 14  | Don Branson      | 147.312 | 11   | 200    | 0   | Corrida               |
| 13        | 29          | 91  | Jim Hurtubise    | 146.963 | 17   | 200    | 0   | Corrida               |
| 14        | 32          | 86  | Ebb Rose         | 146.336 | 30   | 200    | 0   | Corrida               |
| 15        | 10          | 5   | Bud Tingelstad   | 147.753 | 10   | 200    | 0   | Corrida               |
| 16        | 9           | 17  | Roger McCluskey  | 147.759 | 9    | 168    | 3   | Spun T2               |
| 17        | 17          | 21  | Elmer George     | 146.092 | 33   | 146    | 0   | Motor                 |
| 18        | 30          | 26  | Troy Ruttman     | 146.765 | 19   | 140    | 0   | Piston                |
| 19        | 15          | 18  | Bobby Grim       | 146.604 | 22   | 96     | 0   | Oleo                  |
| 20        | 8           | 34  | Dan Gurney       | 147.886 | 8    | 92     | 0   |                       |
| 21        | 16          | 19  | Chuck Hulse      | 146.377 | 28   | 91     | 0   | Tanque de combustível |
| 22        | 33          | 79  | Jimmy Daywalt    | 146.318 | 31   | 74     | 0   | Transmissão           |
| 23        | 5           | 1   | A.J. Foyt        | 149.074 | 5    | 69     | 2   | Roda partida          |
| 24        | 13          | 9   | Dick Rathmann    | 147.161 | 13   | 51     | 0   | Magneto               |
| 25        | 18          | 32  | Eddie Johnson    | 146.592 | 23   | 38     | 0   | Magneto               |
| 26        | 26          | 53  | Paul Goldsmith   | 146.437 | 26   | 26     | 0   | Magneto               |
| 27        | 20          | 88  | Gene Hartley     | 146.969 | 15   | 23     | 0   | Direcção              |
| 28        | 14          | 62  | Paul Russo       | 146.687 | 20   | 20     | 0   | Piston                |
| 29        | 25          | 45  | Jack Turner      | 146.496 | 25   | 17     | 0   | Choque FS             |
| 30        | 31          | 29  | Bob Christie     | 146.341 | 29   | 17     | 0   | Choque FS             |
| 31        | 22          | 83  | Allen Crowe      | 146.831 | 18   | 17     | 0   | Choque FS             |
| 32        | 21          | 67  | Chuck Rodee      | 146.969 | 16   | 17     | 0   | Choque FS             |
| 33        | 19          | 96  | Bob Veith        | 146.157 | 32   | 12     | 0   | Motor                 |